# Aleksandar Tanasin
Aleksandar Tanasin (ser. cyr. Александар Танасин, ur. 15 listopada 1988 w Nowym Sadzie) – serbski piłkarz występujący na pozycji prawego obrońcy w serbskim klubie Proleter Nowy Sad. 